# Судебный приказ
Суде́бный прика́з — постановление, вынесенное в особом упрощённом порядке, называемом приказным производством, судьёй по заявлению кредитора о взыскании денежных сумм или об истребовании движимого имущества от должника.

## Приказное производство в гражданском процессе Германии
В Германии приказное производство допустимо (только) по денежным требованиям (§ 688 I ГПУ), не зависящим от встречного предоставления (§ 688 II Nr. 2 ГПУ).
Приказное производство (нем. Mahnverfahren) начинается с направления заявителем ходатайства (нем. Mahnantrag или Mahnbescheidsantrag) согласно § 690 ГПУ. Ходатайство направляется в форме заполненного формуляра и не снабжается обоснованием требования. Исключительной компетенцией согласно § 689 II ГПУ обладает участковый суд по месту жительства заявителя. При этом в большинстве федеральных земель эта компетенция согласно предусмотренной в § 689 III ГПУ возможности передана одному или нескольким участковым судам.
Для обращения с ходатайством в приказном производстве (независимо от цены спора) не требуется участия адвоката.
В рамках приказного производства суд, как правило, действует в лице сотрудника судебной службы (нем. Rechtspfleger, § 20 I Nr. 1 RPflG) (не судья).
При отклонении ходатайства как недопустимого в приказном производстве (нем. Zurückweisung, § 691 I ГПУ) отклонение может быть оспорено срочной жалобой (нем. sofortige Beschwerde, § 691 III ГПУ).
Если суд считает ходатайство допустимым в приказном производстве, то суд издаёт судебный приказ (нем. Mahnbescheid, § 692 ГПУ). Судебный приказ доставляется противной стороне (§ 693 I ГПУ), о чём извещается заявитель (§ 693 II ГПУ). Доставка судебного приказа должнику ведёт к приостановлению течения срока исковой давности по требованию (§ 204 I Nr. 3 ГГУ).
Если противная сторона своевременно (14 дней) заявляет возражение (нем. Widerspruchserhebung, § 694 ГПУ), дело передаётся в компетентный по общим правилам суд для искового производства (§ 697 ГПУ), после чего в течение двух недель кредитор должен предоставить обоснование иска.
Если своевременного возражения не поступает и противная сторона не исполняет денежное требование добровольно, заявитель может обратиться с ходатайством о выдаче приказа об исполнении (нем. Vollstreckungsbescheidsantrag). Суд, в котором ведётся приказное производство, на это ходатайство издаёт представляющий собой исполнительный документ (§ 794 I Nr. 4 ГПУ) приказ об исполнении (нем. Vollstreckungsbescheid, § 699 ГПУ; до 1977 года «Vollstreckungsbefehl», от чего происходит русская терминология).
Приказ об исполнении может быть оспорен по правилам об оспаривании заочного судебного решения (§ 338 ГПУ), к которому он приравнен (§ 700 I ГПУ). Ходатайство об оспаривании направляется (нем. Einspruchseinlegung) в суд приказного производства, который передаёт дело в компетентный для искового производства суд (§ 700 III, IV ГПУ).

## История приказного производства в России
Институт судебного приказа имел прототип в дореволюционном законодательстве. После революции был закреплён в ГПК РСФСР 1923 года, но в последующем взыскание в бесспорном порядке было передано в компетенцию нотариата. В современной России нормы о судебном приказе были включены в ГПК РФ только в 1996 году.

## Современное состояние в России
В соответствии со статьёй 122 Гражданского процессуального кодекса Российской Федерации, судебный приказ — это судебное постановление, вынесенное судьёй единолично на основании заявления о взыскании денежных сумм или об истребовании движимого имущества от должника, если:
- требование основано на нотариально удостоверенной сделке;
- требование основано на сделке, совершённой в простой, письменной форме;
- требование основано на совершённом нотариусом протесте векселя в неплатеже, неакцепте и недатировании акцепта;
- заявлено требование о взыскании алиментов на несовершеннолетних детей, не связанное с установлением отцовства, оспариванием отцовства (материнства) или необходимостью привлечения других заинтересованных лиц;
- заявлено территориальным органом федерального органа исполнительной власти по обеспечению установленного порядка деятельности судов и исполнению судебных актов и актов других органов требование о взыскании расходов, произведенных в связи с розыском ответчика, должника или ребёнка;
- заявлено требование о взыскании начисленной, но не выплаченной денежной компенсации за нарушение работодателем установленного срока соответственно выплаты заработной платы, оплаты отпуска, выплат при увольнении и (или) других выплат, причитающихся работнику;
- заявлено требование о взыскании задолженности по оплате жилого помещения, расходов на капитальный ремонт и содержание общего имущества в многоквартирном доме, коммунальных услуг, а также услуг связи;
- заявлено требование о взыскании задолженности по обязательным платежам и взносам с членов товарищества собственников недвижимости и потребительского кооператива[5].

Дела о выдаче судебного приказа подсудны мировому судье.

## Процессуальный порядок выдачи и отмены приказа в России
Мировой судья в течение пяти дней после поступления заявления о выдаче приказа выносит судебный приказ без вызова сторон.
Должник вправе направить в суд заявление об отмене судебного приказа в течение 10 дней с момента его получения. Заявление об отмене приказа носит формальный характер, может не содержать объяснения причин для отмены приказа, но является безусловным основанием для его отмены судом. По получении заявления об отмене приказа мировой судья выносит определение об отмене судебного приказа и направляет копии этого определения сторонам по делу.
Отмена судебного приказа является основанием для обращения в суд в порядке искового производства. 